# Earophila costiconfluens
Earophila costiconfluens är en fjärilsart som beskrevs av Silbernagel 1940. Earophila costiconfluens ingår i släktet Earophila och familjen mätare. Inga underarter finns listade i Catalogue of Life.